# Barakaldo
Barakaldo (nome basco, ufficiale dal 1986; Baracaldo in spagnolo, ufficiale in precedenza) è un comune spagnolo di 100 502 abitanti situato nella comunità autonoma dei Paesi Baschi.